# Juan Carlos Domínguez Nafría
Juan Carlos Domínguez Nafría (Madrid, 1956) es un catedrático español de Historia del Derecho, reconocido por su labor académica y de investigación en la Universidad CEU San Pablo, en la que ocupó diversos cargos de responsabilidad, incluyendo el de Rector. Es miembro de la Real Academia de Jurisprudencia y Legislación de España.

## Biografía
Juan Carlos Domínguez Nafría pertenece al Cuerpo Militar de Intervención (1980), siendo teniente coronel retirado. Posteriormente, en 1988, obtuvo su doctorado en Derecho por la Universidad Complutense de Madrid, con una tesis titulada El Real y Supremo Consejo de Guerra (siglos XVI - XVIII), que fue dirigida por dirigida por José Antonio Escudero López. Ha sido catedrático de Historia del Derecho de la Universidad CEU San Pablo desde el año 2002. Anteriormente, fue profesor en la Universidad Complutense de Madrid.
Asimismo, ha desempeñado varios cargos de Responsabilidad:
- Director del Departamento del Disciplina Jurídicas Básicas de la Universidad CEU San Pablo (2005-2011).[3][3]
- Secretario General de la Universidad San Pablo-CEU (2000-2008).
- Director del Área de Gestión y Coordinación Educativa de la Fundación Universitaria San Pablo CEU.[4]
- Rector de la Universidad CEU San Pablo de Madrid (2011-2015).

Asimismo, es Miembro de la Real Academia de Jurisprudencia y Legislación de España.

## Publicaciones y trabajos
Ha publicado numerosos artículos y libros en el campo de la Historia del Derecho. Sus trabajos están referenciados en plataformas académicas como Dialnet y la Biblioteca Nacional de España.

## Contribuciones académicas
Domínguez Nafría ha contribuido significativamente al estudio de la Historia del Derecho, especialmente en el contexto de la monarquía hispánica y el derecho indiano.  Ha sido ponente en numerosos congresos y seminarios tanto a nivel nacional como internacional.

## Premios y reconocimientos
- Rector Honorario de la Universidad San Pablo-CEU (2015)[3].
- Placa de la Orden Civil de Alfonso X el Sabio
- Placa de la Orden al Mérito Civil, Placa de la Real y Militar Orden de San Hermenegildo
- Cruz de Plata de la Orden del Mérito de la Guardia Civil, Cruz al Mérito Militar y Cruz al Mérito Naval.
- Antena de Oro de la Federación de Asociaciones de Radio y Televisión de España (2012)
- Master de Oro del Real Fórum de Alta Dirección (2014)
- Premio Derecho, Sanidad y Sociedad de la Fundación Tejerina (2014)
- Medalla de Honor de la Real Asociación Caballeros del Monasterio de Yuste (2018)